# Skjutebo
Skjutebo är en bebyggelse öster om Vederydssjön i Byarums socken i Vaggeryds kommun. SCB avgränsar hör från 2023 en småort.